# Сипанди Самарканди
Мулла Абдулкарим Сипанди Самарканди — таджикский поэт. Родился в 1829 году в Самарканде. Умер в 1909 году в родном городе, в 80-летнем возрасте. Образование получил в одном из самаркандских медресе. Судя по титулу Мулла́, имел хорошее религиозное образование.
В основном писал газели, мухаммасы, китъа, рубаи, диваны преимущественно на родном персидском языке. Также некоторые свои произведения писал на узбекском языке. Одним из его знаменитых произведений является «Хаджви кали Иброхим» (Приключения лысого Ибрахима).